# Dementium: The Ward
Dementium: The Ward es un videojuego de terror en primera persona creado por Renegade Kid y distribuido por Gamecock Media Group para Nintendo DS. Sus características principales son los entornos totalmente en 3D y el uso de una linterna en tiempo real. El director Jools Watsham también dijo que los controles del juego con la pantalla táctil se basan en el videojuego Metroid Prime Hunters.
El juego fue creado originalmente para ser una entrega de Silent Hill en Nintendo DS, pero Konami rechazó la idea de Renegade Kid, así que ellos terminaron el proyecto con su propia trama. Una remasterización, Dementium Remastered, fue lanzada en la eShop de Nintendo 3DS a finales del 2015.

## Historia
El juego comienza al acabar una pesadilla en la que, atado a una silla de ruedas, recorres el largo pasillo de un hospital abandonado, que parece en ruinas, viendo escenas extrañas y aterradoras alrededor, hasta caer en un agujero ante ti, viendo poco antes una misteriosa figura negra (El Doctor). 
Nada más caer, despertamos en una habitación vacía y mugrienta, con la luz apagada, en un hospital psiquiátrico. Fuera parece estar lloviendo. La puerta está cerrada, pero junto a ella encontramos la llave y un bloc de notas al que solo le quedan dos páginas. En una de ellas pone ¿Por qué lo hiciste? (Este bloc será esencial durante el juego, para apuntar datos y ayudarnos a resolver acertijos).
Al salir se puede escuchar una voz por megáfonia, avisando de que "Esto es una emergencia" e instándonos a abandonar el edificio. Podemos "ver" (pues la luz está cortada) que las paredes y el suelo están llenas de sangre. En un informe médico junto a la puerta de tu habitación pone que se desconoce tu enfermedad y fecha de nacimiento, siendo tu nombre John Doe (En la secuela, Dementium II se aclara que tu nombre es William Redmoore).
Avanzando hacia la derecha por el pasillo, podemos ver una hoja de periódico, con la noticia Hombre asesina brutalmente a su mujer. Más adelante se puede ver un enorme rastro de sangre por el suelo, que viene de una de las habitaciones, con la puerta destrozada. Si seguimos unos pasos más, vemos a un monstruo enorme y sin piel, con un cuchillo enorme y manchado de sangre (El Carnicero, también conocido como The Cleaver) arrastrando a una mujer inconsciente (origen del rastro de sangre) que abre de repente sus ojos y trata de gritar, pero sin emitir ningún sonido. Una puerta se cierra y bloquea tras ellos.
A tu izquierda descubres una zona de recepción, donde encuentras una linterna. Si sigues avanzando encontrarás una puerta roja que requiere un código para entrar. Si vuelves a la habitación de la mujer, encontrarás unos números escritos con sangre. Son la clave para la puerta roja.
Al atravesarla llegas a una sala donde suena una alarma. Puedes ver en el suelo el cadáver mutilado de un guardia de seguridad, y unos metros más adelante un porra.
A partir de aquí, recorres todas las plantas del hospital, enfrentándote a varios monstruos, y vas descubriendo más sobre tu identidad y el asesinato que cometiste hacia tu mujer, además de encontrarte a menudo con una niña de aspecto fantasmal que puede ser tu hija.
Finalmente, llegas hasta el sótano, donde luchas contra el Doctor, un misterioso cirujano vestido completamente de negro. Al vencer, se puede ver en una escena al Doctor operándote el cerebro, diciendo: "Fin de la fase 1. Comienza la fase 2"

## Enemigos
-Zombis: Criaturas parecidas al zombi típico de los juegos de terror, con la piel amarillenta. Tienen la característica de tener el pecho abierto, con el corazón al descubierto, y tener unas "antenas" en lugar de ojos. Son el enemigo más común del juego, y te los encuentras escondidos a menudo en armarios. Más adelante encuentras una variante, de color verdoso, que escupe ácido.
-Las cucarachas: Enjambres de cucarachas que te siguen y atacan, aunque por suerte la luz de la linterna las espanta. Más adelante encuentras una variante con cucarachas que vuelan hacia ti y, a diferencia de sus "parientes", son atraídas por la luz.
-Gusanos: Puedes verlos por primera vez en el Capítulo 3 – La sala infantil, dentro de unas incubadoras. Son pequeños y tienen un color amarillento y unos pocos dientes en la boca de gran tamaño, sin embargo, y suelen soltar ruidos parecidos al lloriqueo de un bebé, son el segundo enemigo más común y salen a menudo se los conductos de ventilación. Pueden deslizarse por el techo y las paredes. Más adelante encuentras una versión de color vede, más grande y difícil de matar.
-Banshees: Puedes encontrarlas a menudo en pasillos largos y estrechos, y emiten un chillido estridente y escalofriante. Son "cabezas voladoras" con una lengua similar a un tentáculo, gruesa; largos dientes; pelo largo y gris; y un aspecto inhumano.
-Crawlers: Tienen un aspecto similar a los zombis, pero con el pecho cerrado y sin piernas, y se arrastran por el suelo, el techo y las paredes, escupiendo ácido. Emiten un ruido estridente y fácilmente reconocible.

### Jefes
The Cleaver o Carnicero: Parece un hombre obeso, gigantesco y sin piel; sin ojos, pelo o nariz y dientes parecidos al de los zombis. Tiene un enorme cuchillo de carnicero y una jeringilla llena de ácido que sustituyen sus manos. Te lo encuentras por primera vez an el capítulo 1 y debes derrotarlo dos veces. Gusta de cortar las extremidades de sus víctimas, incluso después de muertas.
Gatlingun Wheelchair Guy o El hombre en silla de ruedas: Es un paciente en silla de ruedas, y lleva una máscara de gas; en una de sus manos tiene una ametralladora.
Mouth Green Room Habitación de las bocas: Es una habitación llena de "bocas" enormes que cubren el techo y las paredes, soltando un líquido verdoso y escupiendo gusanos, siendo esta la principal (y única) dificultad para vencer.
Doctor: Le encontramos con frecuencia a lo largo del juego, siendo un personaje misterioso, un cirujano vestido de negro con mascarilla y gafas, al que no le veremos nunca la cara. Al final del juego debemos luchar contra él. Usará una especie de poder psíquico para hacernos levitar y atacar, y sus manos tendrán un halo de color blanco en rededor. En ese momento hay que disparar a sus manos para que te suelte.

## Dementium Remastered
Debido a un problema con los derechos de Dementium, Renegade Kid no pudo continuar con la saga después de la segunda entrega. No obstante, a mediados del 2014 lograron recuperar los derechos de publicación. Jools Watsham anunció Dementium Remastered para la Nintendo eShop de Nintendo 3DS en 2015, un remake de la primera entrega con mejoras en los gráficos, sonido y gameplay.